# 豐盈省

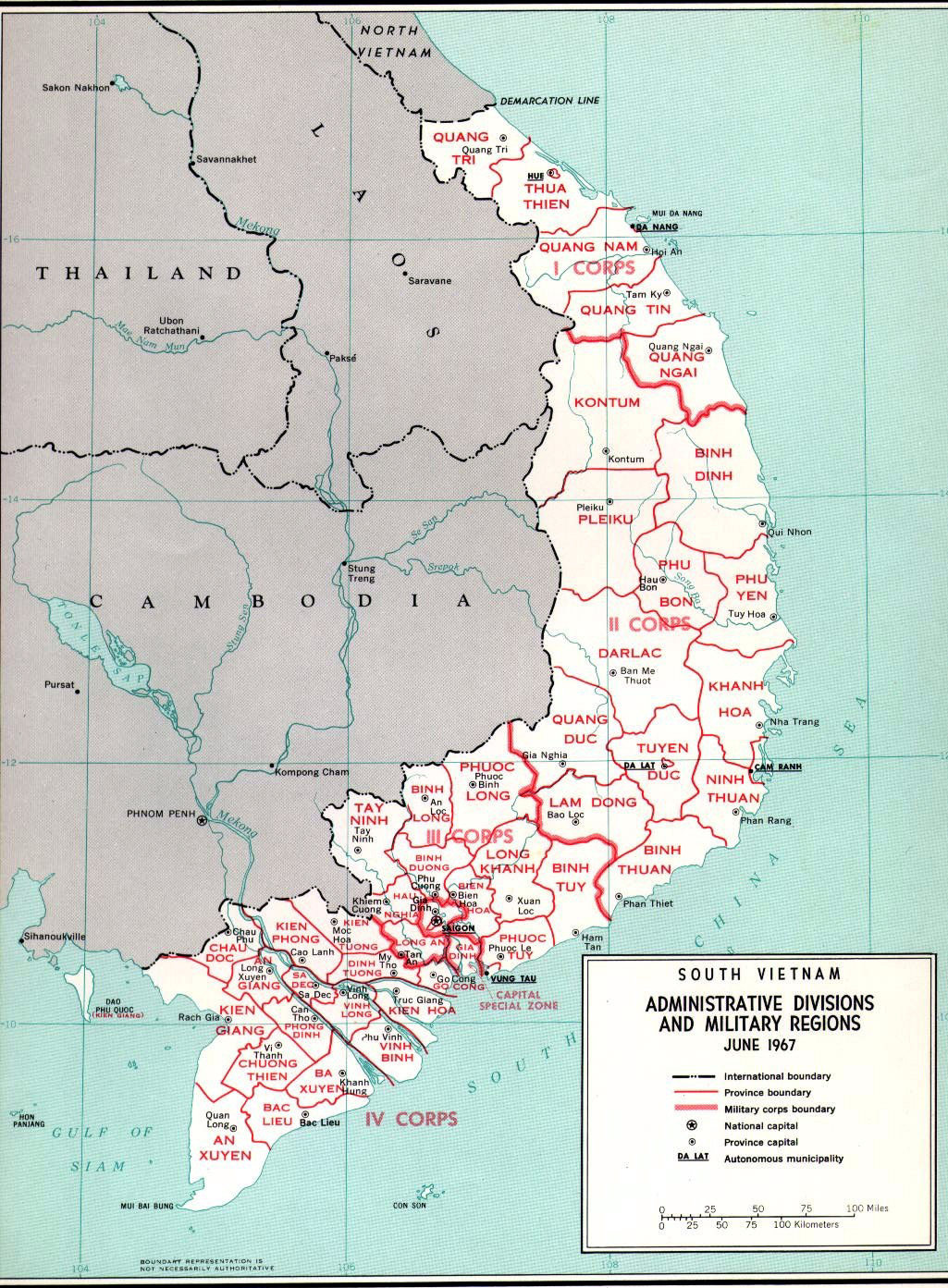
1967年的地圖顯示了越南共和國豐盈省的省界

豐盈省是越南曾經設立的一個省。該省占地面積1,623平方公里，毗鄰沙瀝省、永隆省、巴川省、彰善省、堅江省、安江省。
1975年11月，越南南方共和國臨時革命政府將豐盈省並入芹苴省。

## 行政區劃
1970年，豐盈省下轄7郡。
- 周城郡
- 豐順郡
- 豐富郡
- 豐田郡
- 順仁郡
- 鳳合郡
- 順忠郡